# Inge Höger
Inge Dora Minna Höger, född 29 oktober 1950 i Diepholz, är en tysk politiker. 
Höger företrädde vänsterpartiet Die Linke i Tysklands förbundsdag 2005–2017. 2005–2006 var hon även vice ordförande i Die Linkes partigrupp i förbundsdagen. 